# Discografia dei The Cult

## Album in studio
| Anno | Titolo                 | US  | UK | RIAA    | BPI     |
| ---- | ---------------------- | --- | -- | ------- | ------- |
| 1984 | Dreamtime              | -   | 21 | -       | Argento |
| 1985 | Love                   | 87  | 4  | Oro     | Oro     |
| 1987 | Electric               | 38  | 4  | Platino | Oro     |
| 1989 | Sonic Temple           | 10  | 3  | Platino | Platino |
| 1991 | Ceremony               | 25  | 9  | Platino | Oro     |
| 1994 | The Cult               | 69  | 21 | -       | -       |
| 2001 | Beyond Good and Evil   | 37  | 69 | -       | -       |
| 2007 | Born into This         | 70  | 72 | -       | -       |
| 2012 | Choice of Weapon       | 36  | 20 | -       | -       |
| 2016 | Hidden City            | 153 | 19 | -       | -       |
| 2022 | Under the Midnight Sun |     |    |         |         |

## Raccolte
- The Singles Collection (1990)
- Pure Cult: For Rockers, Ravers, Lovers and Sinners (1993) – #1 UK,[2] BPI: Oro[4]
- Sanctuary Mixes MCMXCIII, volume 1 (1993)
- Sanctuary Mixes MCMXCIII, volume 2 (1993)
- High Octane Cult (1996)
- Pure Cult: The Singles 1984 - 1995 (2000)
- Rare Cult (2000) (box set)
- The Best of Rare Cult (2000)
- Rare Cult: The Demos Sessions (2002)

## Album dal vivo
- Dreamtime Live at the Lyceum (1984)
- Live Cult (1993)

## EP
- Death Cult (1983)
- Ressurection Joe 45' (1984)
- Revolution EP (1985)
- The Witch (1993)

## Singoli
| Anno | Titolo                           | US | US Rock | US Alt. | UK | Album                         |
| ---- | -------------------------------- | -- | ------- | ------- | -- | ----------------------------- |
| 1984 | Spiritwalker                     | -  | -       | -       | 77 | Dreamtime                     |
| 1984 | Go West (Crazy Spinning Circles) | -  | -       | -       | 90 | Dreamtime                     |
| 1984 | Ressurection Joe                 | -  | -       | -       | 74 | Dreamtime                     |
| 1985 | She Sells Sanctuary              | -  | -       | -       | 15 | Love                          |
| 1985 | Rain                             | -  | -       | -       | 17 | Love                          |
| 1986 | Revolution                       | -  | -       | -       | 30 | Love                          |
| 1987 | Love Removal Machine             | -  | 15      | -       | 18 | Electric                      |
| 1987 | Lil' Devil                       | -  | 34      | -       | 11 | Electric                      |
| 1987 | Wild Flower                      | -  | 39      | -       | 24 | Electric                      |
| 1989 | Fire Woman                       | 46 | 4       | 2       | 15 | Sonic Temple                  |
| 1989 | Edie (Ciao Baby)                 | 93 | 17      | -       | 32 | Sonic Temple                  |
| 1989 | Sun King                         | -  | 18      | 21      | 39 | Sonic Temple                  |
| 1990 | Sweet Soul Sister                | -  | 14      | -       | 42 | Sonic Temple                  |
| 1991 | Wild Hearted Son                 | -  | 12      | 4       | 40 | Ceremony                      |
| 1991 | Heart of Soul                    | -  | 41      | 21      | 51 | Ceremony                      |
| 1993 | Sanctuary MCMXCIII               | -  | -       | -       | 15 | Pure Cult                     |
| 1994 | Coming Down (Drug Tongue)        | -  | 13      | 26      | 50 | The Cult                      |
| 1995 | Star                             | -  | -       | -       | 65 | The Cult                      |
| 1995 | Gone                             | -  | -       | -       | -  | The Cult                      |
| 2000 | Painted On My Heart              | -  | 26      | -       | -  | Gone in 60 Seconds Soundtrack |
| 2001 | Rise                             | -  | 3       | 19      | 86 | Beyond Good and Evil          |
| 2001 | Breathe                          | -  | -       | -       | -  | Beyond Good and Evil          |
| 2002 | True Believers                   | -  | -       | -       | -  | Beyond Good and Evil          |
| 2007 | Dirty Little Rockstar            | -  | 38      | -       | -  | Born into This                |
| 2007 | Illuminated                      | -  | -       | -       | -  | Born into This                |
| 2008 | I Assassin                       | -  | -       | -       | -  | Born into This                |
| 2012 | For the Animals                  | -  | -       | -       | -  | Choice of Weapon              |
| 2012 | Life>Death                       | -  | -       | -       | -  | Choice of Weapon              |
| 2012 | Honey from a Knife               | -  | -       | -       | -  | Choice of Weapon              |
| 2015 | Dark Energy                      | -  | -       | -       | -  | Hidden City                   |
| 2015 | Deeply Ordered Chaos             | -  | -       | -       | -  | Hidden City                   |
| 2016 | Hinterland                       | -  | -       | -       | -  | Hidden City                   |
| 2016 | G O A T                          | -  | -       | -       | -  | Hidden City                   |

## Videografia
- Dreamtime Live at the Lyceum (1984, solo VHS, registrato al Lyceum di Londra il 20 maggio 1984)
- Electric-Love (1992, solo VHS, videoclip dagli album Love e Electric)
- Sonic-Ceremony (1992, solo VHS, videoclip dagli album Sonic Temple e Ceremony)
- Pure Cult: for Rockers, Ravers, Lovers, and Sinners (1993, solo VHS)
- Pure Cult - The Singles (2001)
- The Cult - Music Without Fear (2002, registrato dal vivo al Los Angeles il 4 ottobre 2001)
- The Cult - New York City (2007, registrato dal vivo a New York il 13 novembre 2006)